# Шоколадні монети

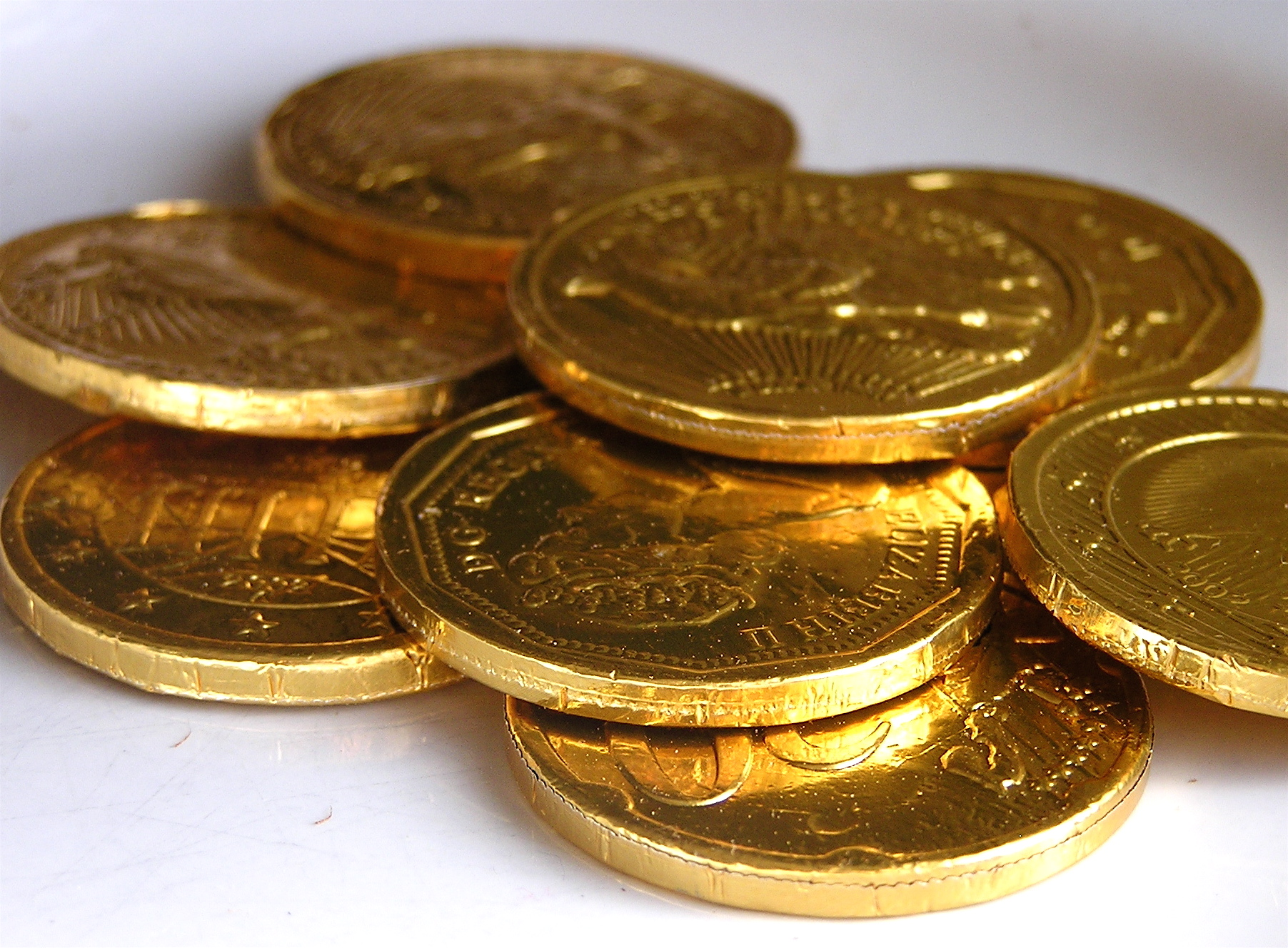
Шоколадні монети в обгортці, що імітують монети декількох валют

Шоколадні монети — шоколадні цукерки, вкриті фольгою, у формі монет, що поширені в багатьох країнах по всьому світу.

## Історія
Як різдвяна традиція, дарування шоколадних монет, як кажуть, натхненна діяннями Святого Миколая в четвертому столітті, а шоколадні монети були введені через деякий час після введення шоколаду в Європу в шістнадцятому столітті.

## Велика Британія
У Великій Британії шоколадні монети, що імітують дизайн справжніх грошей, традиційно купуються перед Різдвом і використовуються для прикрашання ялинки та наповнення дитячих панчіх. Коли діти відвідують друзів або родичів, їм дозволяється знаходити та брати шоколадки з ялинки як частування. Варіантом цього є те, що шоколадні монети ховають десь у будинку, щоб діти могли їх знайти, часто у вигляді стежки зі скарбами.

## Гелт на Хануку
Під час єврейського свята Хануки дітям іноді дарують шоколадні монети на додаток або замість традиційного гелта (грошового подарунка), як правило, разом з дрейделем.

## Китайський Новий рік
На китайський Новий рік замість традиційних «хунбао» або «щасливих грошей» іноді дарують шоколадні монети.